# Schistostege forsteri
Schistostege forsteri är en fjärilsart som beskrevs av András Vojnits 1973. Schistostege forsteri ingår i släktet Schistostege och familjen mätare. Inga underarter finns listade.